# Synagogue de Perpignan
La synagogue de Perpignan est une synagogue située dans la ville française de Perpignan dans le département des Pyrénées-Orientales en région Occitanie.

## Historique
Située dans les locaux de l'ancienne école Lavoisier, elle a été inaugurée le 20 juin 2018. La salle des offices peut accueillir jusqu’à 90 fidèles.